# Lijst van ministers van de Duitstalige Gemeenschap
Hierna volgt een lijst van ministers die deel hebben uitgemaakt van de regering van de Duitstalige Gemeenschap in België, sedert de oprichting van de Duitstalige Gemeenschap, met aanduiding van de politieke partij, waartoe zij behoren of behoorden. Voor meer details: gelieve door te klikken op de naam van de minister.
- 1984-1990: Bruno Fagnoul (PFF)
- 1984-1999: Joseph Maraite (CSP)
- 1984-1986: Marcel Lejoly (SP)
- 1986-1990: Mathieu Grosch (CSP)
- 1990-1995, 1999-2009: Bernd Gentges (PFF)
- 1990-2014: Karl-Heinz Lambertz (SP)
- 1995-1999: Wilfried Schröder (CSP)
- 1999-2004: Hans Niessen (Ecolo)
- 2004-heden: Oliver Paasch (PJU-PDB/ProDG)
- 2004-heden: Isabelle Weykmans (PFF)
- 2009-heden: Harald Mollers (ProDG)
- 2014-heden: Antonios Antoniadis (SP)